# 愛知県道512号給父稲沢線
愛知県道512号給父稲沢線（あいちけんどう512ごう きゅうぶいなざわせん）は、愛知県愛西市から稲沢市に至る一般県道である。

## 概要

### 路線データ
- 起点：愛知県愛西市給父町北部（愛知県道8号津島南濃線交点）
- 終点：愛知県稲沢市森上本郷九（愛知県道67号名古屋祖父江線交点）

## 沿革
- 1994年（平成6年）4月1日：認定[1]

## 通過する自治体
- 愛知県
  - 愛西市
  - 稲沢市

## 接続する道路
- 愛知県道8号津島南濃線（愛知県愛西市給父町北部地内）
- 愛知県道130号馬飼井堀線（馬飼交差点）
- 愛知県道134号桑原祖父江線（馬飼交差点 - 四貫交差点で重複）
- 愛知県道129号一宮津島線（稲沢市祖父江町桜方新江南地内）
- 愛知県道129号一宮津島線・バイパス（祖父江の森交差点）
- 愛知県道67号名古屋祖父江線（稲沢市祖父江町森上本郷九地内）

## 周辺
- 稲沢市立長岡小学校
- 稲沢市立祖父江中学校
- 祖父江の森（図書館・温水プール・多目的運動場・テニスコート）
- 稲沢市立領内小学校
- 名鉄尾西線 森上駅